# Rockneby
Rockneby is een plaats in de gemeente Kalmar in het landschap Småland en de provincie Kalmar län in Zweden. De plaats heeft 880 inwoners (2005) en een oppervlakte van 164 hectare.

## Verkeer en vervoer
Bij de plaats loopt de E22.
Door de plaats loopt de spoorlijn Kalmar - Linköping.